# 林顿·约翰逊三世
林顿·约翰逊三世（英語：Linton Johnson III，1980年6月13日—），美国NBA联盟前职业篮球运动员。